# Zeno Debast
Zeno Koen Debast (sinh ngày 24 tháng 10 năm 2003) là một cầu thủ bóng đá chuyên nghiệp người Bỉ hiện thi đấu ở vị trí trung vệ cho câu lạc bộ Belgian First Division A Anderlecht và đội tuyển quốc gia Bỉ.

## Tham khảp
1. 1 2  "FIFA World Cup Qatar 2022 – Squad list: Belgium (BEL)" (PDF). FIFA. ngày 15 tháng 11 năm 2022. tr. 3. Truy cập ngày 15 tháng 11 năm 2022.
2. ↑  "Meet the Rookie with Charles De Ketelaere". Royal Belgian Football Association. ngày 11 tháng 11 năm 2022. Lưu trữ bản gốc ngày 15 tháng 11 năm 2022. Truy cập ngày 15 tháng 11 năm 2022.